# Hero (Mr. Children)
Hero è un brano musicale del gruppo musicale giapponese Mr. Children, pubblicato come loro ventiquattresimo singolo il 11 dicembre 2002, ed incluso nell'album Shifuku no Oto. Il singolo ha raggiunto la prima posizione della classifica Oricon dei singoli più venduti in Giappone, vendendo 315 358 copie. Il brano è stato utilizzato per la pubblicità di NTT DoCoMo "10th ANNIVERSARY".

## Tracce
CD Singolo TFCC-89066
1. HERO
2. Karakaze no Kaerimichi (空風の帰り道)

## Classifiche
| Classifica (2002) | Posizione più alta |
| ----------------- | ------------------ |
| Giappone (Oricon) | 1                  |